# 高圆翻领

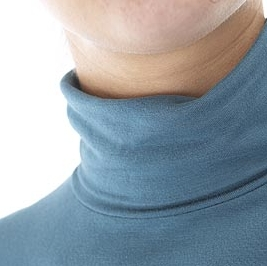
高领毛衣

高圆翻领又稱高领，是一种高度較高的衣领，其衣领会包裹住颈部。高圆翻领的毛衣較為常見。
高领在欧洲已有数百年历史，其历史至少可追溯至15世纪。这种衣领原本是为了保护骑士的颈部而设计的。贵族、王室后来也開始穿高領衣服。